# Episodi di Bulletproof (prima stagione)
La prima stagione della serie televisiva Bulletproof, composta da 6 episodi, è stata trasmessa nel Regno Unito su Sky One dal 15 maggio al 19 giugno 2018.
In Italia la stagione è stata trasmessa su Sky Investigation, canale a pagamento della piattaforma satellitare Sky, dal 4 al 18 luglio 2021.
| n° | Titolo originale | Titolo italiano | Prima TV UK    | Prima TV Italia |
| -- | ---------------- | --------------- | -------------- | --------------- |
| 1  | Episode 1        | Episodio 1      | 15 maggio 2018 | 4 luglio 2021   |
| 2  | Episode 2        | Episodio 2      | 22 maggio 2018 | 4 luglio 2021   |
| 3  | Episode 3        | Episodio 3      | 29 maggio 2018 | 11 luglio 2021  |
| 4  | Episode 4        | Episodio 4      | 5 giugno 2018  | 11 luglio 2021  |
| 5  | Episode 5        | Episodio 5      | 12 giugno 2018 | 18 luglio 2021  |
| 6  | Episode 6        | Episodio 6      | 19 giugno 2018 | 18 luglio 2021  |

## Episodio 1
- Titolo originale: Episode 1
- Diretto da: Nick Love
- Scritto da: Nick Love

### Trama
- Ascolti UK: 1 590 000 telespettatori[3]

## Episodio 2
- Titolo originale: Episode 2
- Diretto da: Nick Love
- Scritto da: Nick Love

### Trama
- Ascolti UK: 1 120 000 telespettatori[3]

## Episodio 3
- Titolo originale: Episode 3
- Diretto da: Nick Love
- Scritto da: Nick Love e Richard Zajdlic

### Trama
- Ascolti UK: 1 035 000 telespettatori[3]

## Episodio 4
- Titolo originale: Episode 4
- Diretto da: Ole Endresen
- Scritto da: Mark Greig e Richard Zajdlic

### Trama
- Ascolti UK: 1 124 000 telespettatori[3]

## Episodio 5
- Titolo originale: Episode 5
- Diretto da: Ole Endresen
- Scritto da: Nick Love

### Trama
- Ascolti UK: 1 008 000 telespettatori[3]

## Episodio 6
- Titolo originale: Episode 6
- Diretto da: Ole Endresen
- Scritto da: Noel Clarke e Mark Greig

### Trama
- Ascolti UK: 888 000 telespettatori[3]